# Gentil Ribeiro
Gentil Ribeiro é um guitarrista português.

## Biografia
Iniciou a sua carreira musical nos anos 60. Tocava Yé yé nos Conjuntos musicais da época. Torna-se profissional pouco tempo depois e emigrou com bandas de Música de Dança para a Europa central, por onde andou alguns anos. É recuperado para o Fado porque sempre exibiu grande preponderância para executar melodias portuguesas na guitarra eléctrica, com muito agrado do público. Foi por força dos Violistas de fado Zé Inácio e José Ant. Carvalhinho, que um dia se dispôs a aprender o novo instrumento, porque musicalidade e "fadistice" já lhe estavam na massa do sangue.
É actualmente muito requisitado para sessões de Fado. foi Guitarrista residente da "Tasca do Xico" no Bairro Alto,sendo ele e o Violista josé Inacio os impulsionadores do Fado no local,sítio de muita peregrinação de fadistas amadores e alguns profissionais.Tendo gravado o seu primeiro Album de Variações e Melodias em 2009,com algumas músicas de sua autoria,tendo como título "A Guitarra o Fado e Outras Melodias"tendo feito como Guitarrista de Fado algumas digressões pelo estrangeiro a solo e a acompanhar Artistas,tocado em algumas casas de Fado bem conhecidas em lisboa.